# 教学院 (練馬区)
教学院（きょうがくいん）は、東京都練馬区にある真言宗智山派の寺院。

## 概要
1268年（文永5年）、長全法印によって開山された。その後1560年（永禄3年）に良賢法印によって中興された。
境内には、有力檀家だった庄家累代の墓や壇拏幢（人頭石塔）などがある。
また、当院独自のお守りとして、「ふくろうお守り」がある。

## 交通アクセス
- 大泉学園駅より徒歩15分。